# Peter Hetsch
Peter Hetsch (født 1. april 1946, død 4. april 2022) var en dansk skuespiller.
Hetsch blev uddannet fra Statens Teaterskole i 1971 og fra HB Studio i New York City i 1978. Siden har han bl.a. været tilknyttet Fiolteatret, ligesom han har haft en rolle ved tv-teatret i Spillet om Vesterbro.

## Filmografi
- Hurra for de blå husarer (1970)

### Tv-serier
- Rejseholdet (2000-2003)
- Livvagterne (2009)